# Безумие (фильм, 1974)
«Безу́мие» (англ. Craze) — художественный фильм, снятый в жанре комедийного хоррора британским режиссёром Фредди Фрэнсисом, экранизация произведения Генри Сеймура «Infernal Idol».

## Сюжет
Безумный торговец древностями (Джек Пэлэнс) совершает ужасные обряды поклонения кровожадному африканскому божеству Чуку. Одержимый владелец антикварной лавки верит, что его покровитель дарует ему власть и силу, если насытится человеческими жертвами. Будущий властелин мира проявляет недюжинную изобретательность в средствах достижения желаемого результата: в ход идут ножи, колья, огонь и гвоздь программы — жуткая маска, один вид которой способен перепугать до смерти.

## В ролях
- Джек Пэланс — Нил Моттрем
- Диана Дорз — Долли Ньюман
- Юлие Эге — Хелена
- Эдит Эванс — Тётя Луиза
- Сьюзи Кендалл  — Салли
- Хью Грифит — солиситор
- Тревор Ховард — Беллами
- Майкл Джейстон — сержант Уолл
- Мартин Поттер — Ронни
- Девид Ворбек — детектив Уилсон

## Съёмочная группа
- Авторы сценария — Герман Коэн, Абен Кендел по книге Генри Сеймура «Infernal Idol»
- Режиссёр — Фредди Фрэнсис
- Оператор — Джон Уилкокс
- Художник — Джордж Провис
- Композитор — Джон Скотт

## Факты о фильме
- Фильм был снят в 1973 году, но выпущен в 1974 году.

## Технические характеристики
- Цветной
- Звук — моно
- Плёнка 35мм
- Аспект — 1.85:1
- Язык — английский